# طومار أغاج
طومار أغاج هي قرية في مقاطعة شاهين دج، إيران. يقدر عدد سكانها بـ 296 نسمة بحسب إحصاء 2016.